# JAC S5
JAC S5 — компактный кроссовер китайской компании JAC Motors, созданный «с оглядкой» на Hyundai ix35, но технически не имеющий к нему никакого отношения.

## Описание
Впервые автомобиль JAC S5 был представлен в 2012 году в Пекине под индексом JAC Eagle S5. После фейслифтинга автомобиль был переименован в JAC Refine S5. Автомобиль JAC Eagle S5 стоил от 89800 до 135800 юаней, тогда как автомобиль JAC Refine S5 стоил от 89500 до 139500 юаней.
Автомобиль JAC Refine S5  оснащался двигателями внутреннего сгорания объёмом 1,5—2 литра.
В настоящее время автомобиль JAC S5 снят с производства.

## Галерея

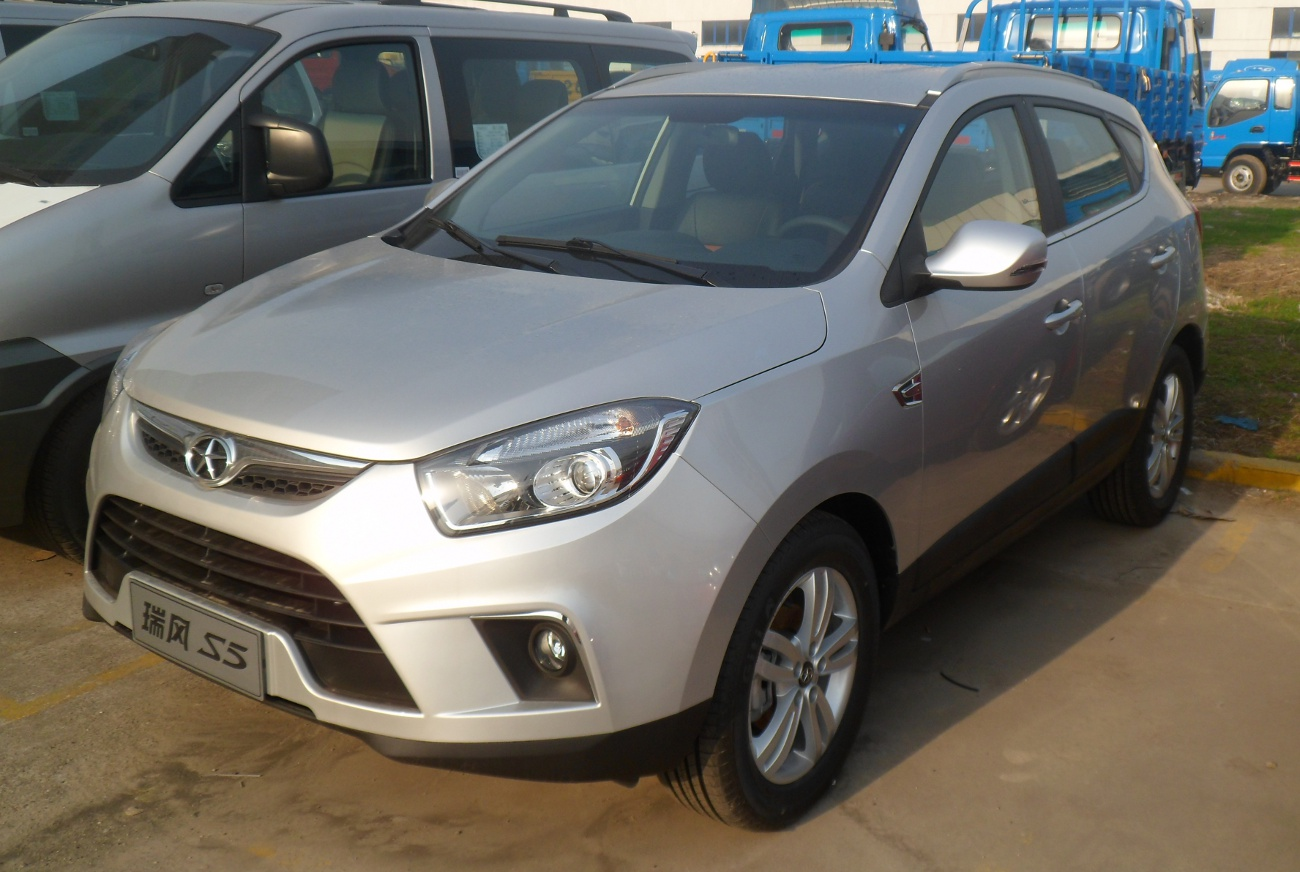
JAC Refine S5
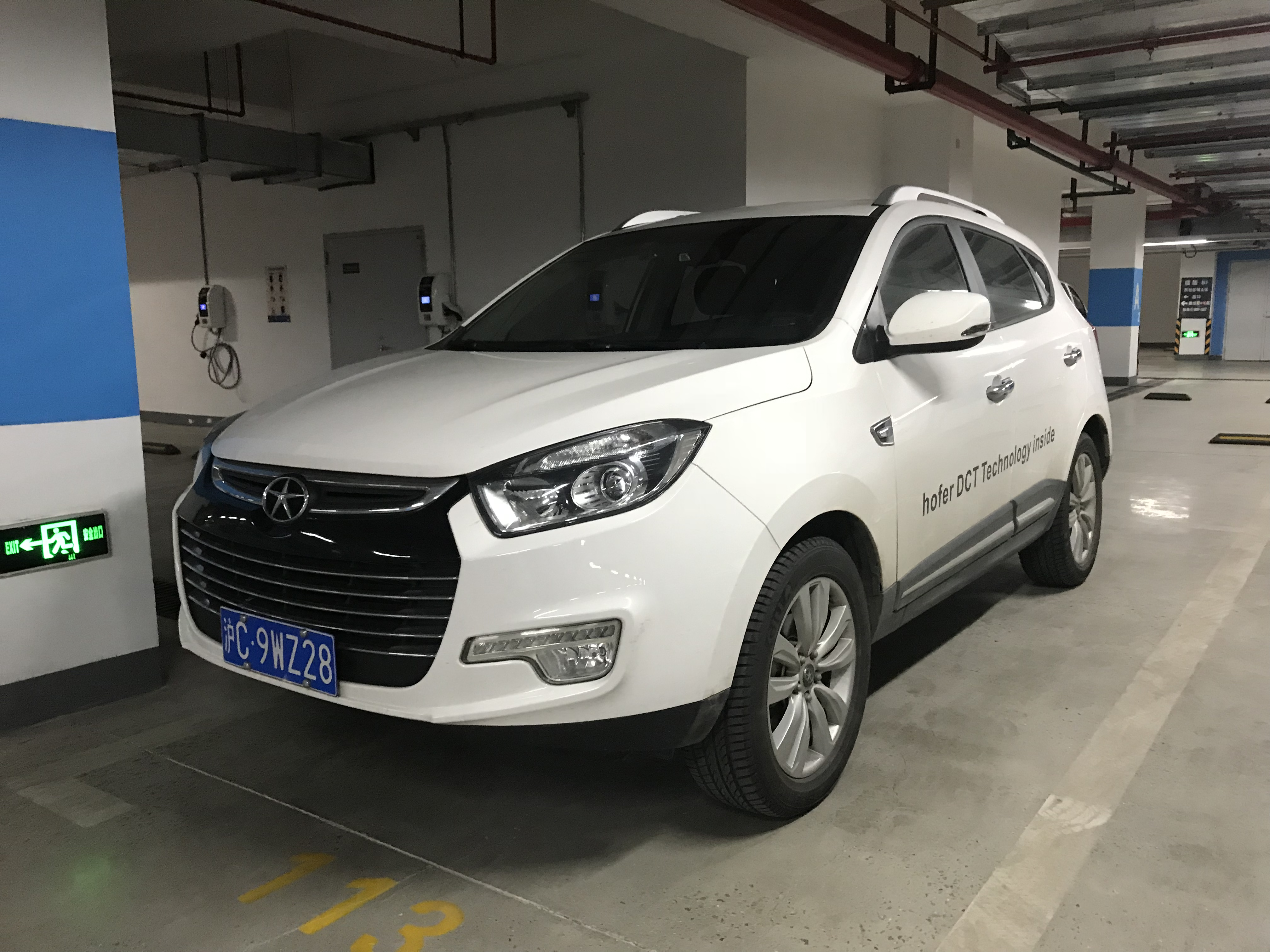
Фейслифтинг автомобиля